# یواس‌اس بره (ای‌کی-۵۱)
یواس‌اس بره (ای‌کی-۵۱) (به انگلیسی: USS Aries (AK-51)) یک کشتی بود که طول آن ۲۶۱ فوت (۸۰ متر) بود. این کشتی در سال ۱۹۱۸ ساخته شد.